# La botella de anís
La botella de anís (en francés La bouteille d'anis) es un cuadro realizado por Juan Gris en 1914. Sus dimensiones son de 24 × 41,8 cm. 
Muestra una botella de licor de anís de la conocida marca española Anís del Mono, con el nombre de las ciudades de Badalona, Madrid y París, ciudades ligadas a los líderes del movimiento cubista, Pablo Picasso, Georges Braque y el mismo Juan Gris, a los que la pintura rinde homenaje.
Actualmente se expone en el Museo Reina Sofía, Madrid.